# اووسکاتان
اووسکاتان (به سوئدی: Lövskatan) یک منطقهٔ مسکونی در سوئد است که در بخش لولئو واقع شده‌است. اووسکاتان ۷۸۳ نفر جمعیت دارد.